# Agathiopsis
Agathiopsis is een geslacht van vlinders van de familie spanners (Geometridae), uit de onderfamilie Geometrinae.

## Soorten
- A. basipuncta Warren, 1896
- A. maculata Warren, 1896
- A. subflavata Warren, 1905